# Gabršek
Gabršek je priimek v Sloveniji, ki ga je po podatkih Statističnega urada Republike Slovenije na dan 1. januarja 2010 uporabljalo 34 oseb in je med vsemi priimki po pogostosti uporabe uvrščen na 9.623. mesto.

## Znani nosilci priimka
- Janez Gabršek (1910 - 1997), športni delavec, atletski trener, Bloudkov nagrajenec leta 1978
- Meta Gabršek Prosenc (*1943), umetnostna zgodovinarka in kritičarka, kustosinja in galeristka (direktorica UGM)